# Власак, Томаш
Томаш Власак (чеш. Tomáš Vlasák; род. 1 февраля 1975, Прага, Чехословакия) — чешский хоккеист, крайний нападающий. В настоящее время является спортивным директором клуба «Шкода Пльзень», выступающего в Чешской экстралиге. Участник четырёх чемпионатов мира (1999, 2000, 2001, 2002) и Кубка мира (2004) в составе сборной Чехии. За сборную Чехии провёл 139 игр, набрал 80 очков (43 шайбы + 37 передач). За всю карьеру в сборной и клубах провел 1340 игр, набрал 1116 очков (477 шайб + 639 передач).

## Достижения
- Победитель чемпионата Европы среди юниоров — 1992
- Бронзовый призер чемпионата Европы среди юниоров — 1993
- Победитель чемпионатов мира — 1999, 2000, 2001
- Бронзовый призёр СМ-Лиги — 1999, 2000
- Самый результативный игрок чемпионата России — 2003
- Чемпион России — 2004
- Серебряный призёр Шведской хоккейной лиги — 2007
- Самый результативный игрок Чешской экстралиги — 2011
- Победитель Чешской экстралиги — 2013
- Серебряный призёр Чешской экстралиги — 1996, 2006
- Бронзовый призёр Чешской экстралиги — 2012

## Статистика

### Клубная
```
 
                                            --- Regular Season ---  ---- Playoffs ----
Season   Team                        Lge    GP    G    A  Pts  PIM  GP   G   A Pts PIM
--------------------------------------------------------------------------------------
1992-93  Slavia Praha HC             Czech  31 	 17    7   24	--   4   0   0   0   0
1993-94  Litvinov HC                 Czech  45   16   12   28    0   4   0   0   0   4
1994-95  Litvinov HC                 Czech  39    6   14   20    0  15   4   5   9   4
1995-96  Litvinov HC                 Czech  35   11   22   33   24  16   5   5  10   4
1996-97  Litvinov HC                 Czech  52   26   34   60   16  --  --  --  --  --
1997-98  Litvinov HC                 Czech  51   22   44   66   40   4   1   2   3   2
1998-99  HPK Hameenlinna             FIN    54   28   29   57   36   8   2   9  11   0
1999-00  HPK Hameenlinna             FIN    48   24   39   63   63   8   3   4   7   6
2000-01  Los Angeles Kings           NHL    10    1    3    4    2  --  --  --  --  --
2000-01  HPK Hameenlinna             FIN    27    6   12   18   10  --  --  --  --  --
2000-01  Lowell Lock Monsters        AHL     5    0    1    1    5  --  --  --  --  --
2001-02  Ambri-Piotta                Swiss  42   21   22   43   39   4   1   2   3   2
2002-03  Omsk Avangard               RUS    48   19   27   46   42  12   1   6   7   6
2003-04  Omsk Avangard               RUS    60   13   31   44   47  10   0   1   1  10
2004-05  Kazan Ak-Bars               RUS     3    0    0    0    0  --  --  --  --  --
2004-05  Slavia Praha HC             Czech  44   15   17   32    6   7   4   4   8   2
2005-06  Slavia Praha HC             Czech  46   15   24   39   36  15   7   8  15   4
2006-07  Slavia Praha HC             Czech  32   14   10   24   28  --  --  --  --  --
2006-07  Linkopings HC               SHL    22    7    8   15    4  15   5   4   9   4
2007-08  HC Lasselsberger Plzeň      Czech  52   16   14   30   30   4   2   4   6   4
2008-09  HC Lasselsberger Plzeň      Czech  52   27   31   58   62  17   7  13  20   2
2009-10  HC Plzeň 1929               Czech  51   19   33   52   49   6   6   3   9   2
2010-11  HC Plzeň 1929               Czech  52   30   38   68   26   4   1   5   6   8
2011-12  HC Plzeň 1929               Czech  18    7    8   15    4  10   1   4   5  18
2012-13  HC Škoda Plzeň              Czech  45   17   35   52   12  20   3   6   9   8
2013-14  HC Škoda Plzeň              Czech  47   10   18   28   30   6   1   0   1   4
2014-15  Slavia Praha HC             Czech  40   10   13   23   28  16   4   5   9  10
--------------------------------------------------------------------------------------
         Czech Total                       825  303  404  707  472   
         FIN Total                         145   63   93  156  115   
         RUS Total                         133   33   65   98  105   
         Swiss Total                        46   22   24   46   21  
         SHL Total                          37   12   12   24    8   
         NHL Total                          10    1    3    4    2  
         AHL Total                           5    0    1    1    5
```

### Международные соревнования
```
Сезон    Команда             Турнир     И    Г    П    О   Шт
--------------------------------------------------------------
1994    Czech Republic         WJC-20   7    3    1    4    2
1999    Czech Republic         WC      10    3    2    5   16
2000    Czech Republic         WC       9    4    5    9    0
2001    Czech Republic         WC       9    2    4    6    4
2002    Czech Republic         WC       7    3    3    6    0
2004    Czech Republic         WCup     2    0    1    1    0
--------------------------------------------------------------
        Всего на ЧМ                     35   12   14   26  20
```